# Židlochovický most
Židlochovický most je silniční zavěšený most přes řeku Svratku ve městě Židlochovice v okrese Brno-venkov. Most byl dokončen roku 1993 a tvoří jednu z dominant města. Na místě současného mostu stával dřevěný most z roku 1737 a po něm ocelový příhradový most z roku 1897.

## Historie
Na místě dnešního mostu se v minulosti nacházel nejdříve brod, později lávka. Roku 1737 nechal hrabě Filip Ludvík Sinzendorf, tehdejší majitel židlochovického panství, postavit dřevěný most na čtyřech kamenných pilířích. Později, za panství Ditrichštejnů, byl most opatřen sochařskou výzdobou, vytvořenou místním sochařem Janem Sternem. Ta se skládala z pěti soch a kříže, které byly při stavbě nového ocelového mostu sneseny a přemístěny na nádvoří židlochovického zámku. Dřevěný most byl v roce 1897 nahrazen mostem ocelovým příhradovým podle projektu zemského stavebního rady Karla Holla. Most o rozpětí 41,4 m a hmotnosti 112,5 t byl vyroben v arcivévodských hutích v Těšíně. V období první republiky nesl most jméno M. R. Štefánika. Roku 1945 byl těžce poškozen ustupující německou armádou, avšak po válce opraven. Vzhledem k nevyhovující kapacitě mostu (pouze jeden jízdní pruh) byl nahrazen současným zavěšeným mostem. Jeho stavba byla zahájena roku 1989, most byl otevřen v roce 1993. Hlavním projektantem mostu byl ing. Ladislav Huryta z Dopravoprojektu Brno.

## Popis mostu
Most je tvořen jedním mostním polem o rozpětí 51 m, zavěšeném na dvojici šikmých ocelových pylonů. Výška pylonů je 23 m. Mostovka je zavěšena 40 ocelových lanech o průměru 12,1 cm. Každý pylon nese 8 lan ve směru k levému břehu (Žerotínovu nábřeží) a 12 lan ve směru k pravému břehu (Nádražní ulici). Horní okraj mostovky se nachází 5,5 m nad hladinou řeky. Celková délka mostu je 65 m, délka zábradlí je 56 m. Šířka mostu mezi zábradlím je 18,3 m.
Mostem vedou tři silniční pruhy (2 na levý břeh, 1 na pravý břeh), které jsou součástí silnice II/416. Nejvyšší povolená hmotnost vozidel je 25 t (jediné vozidlo: 64 t). Na obou krajích mostu jsou asfaltové chodníky pro pěší. Most je opatřen 14 sloupy osvětlení.
Na pravém břehu, severně od mostu, se nachází pamětní deska židlochovických mostů. Deska je umístěna na kamenech, které pocházejí z břehových pilířů mostu z roku 1897.

## Galerie

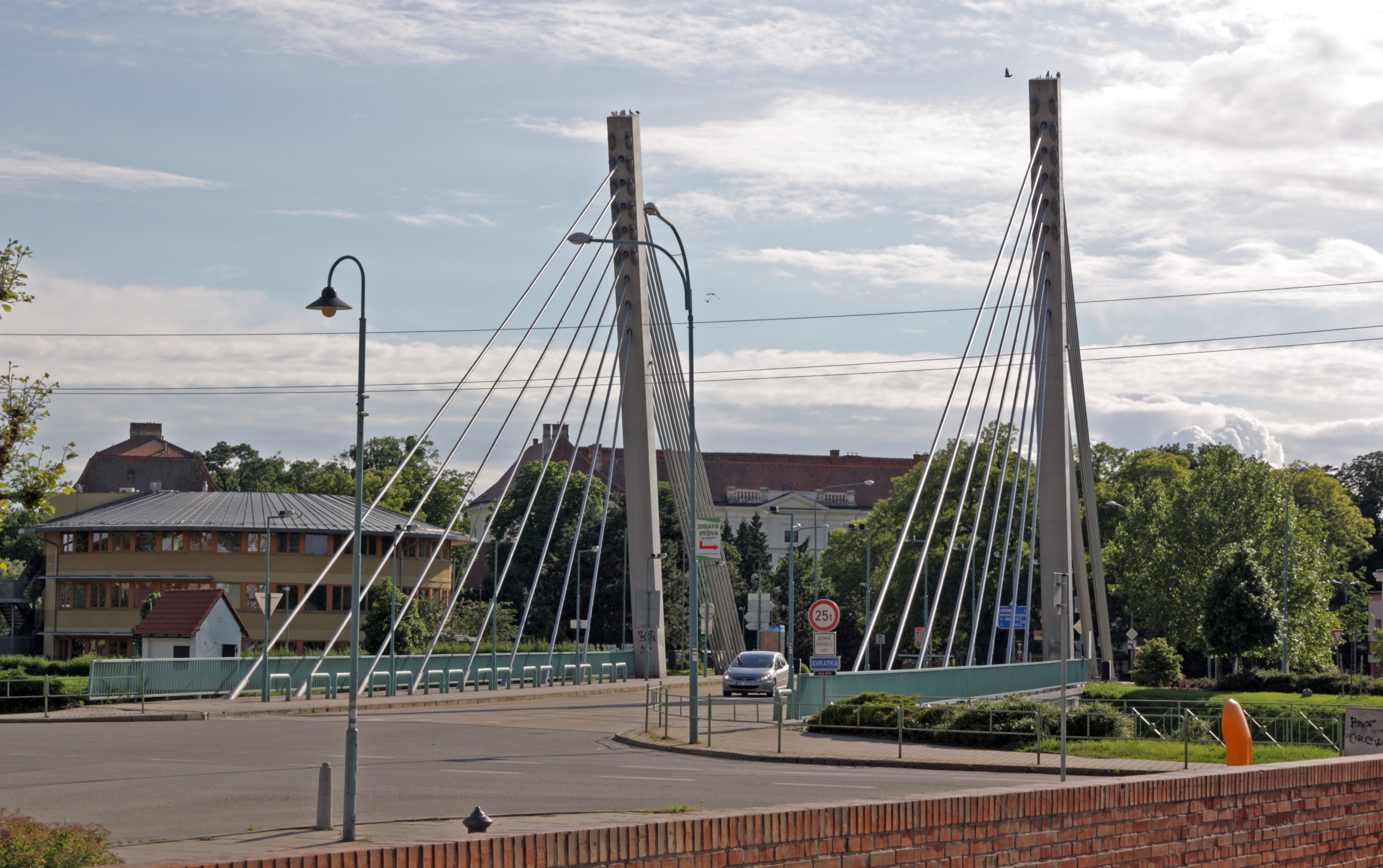
pohled z levého břehu
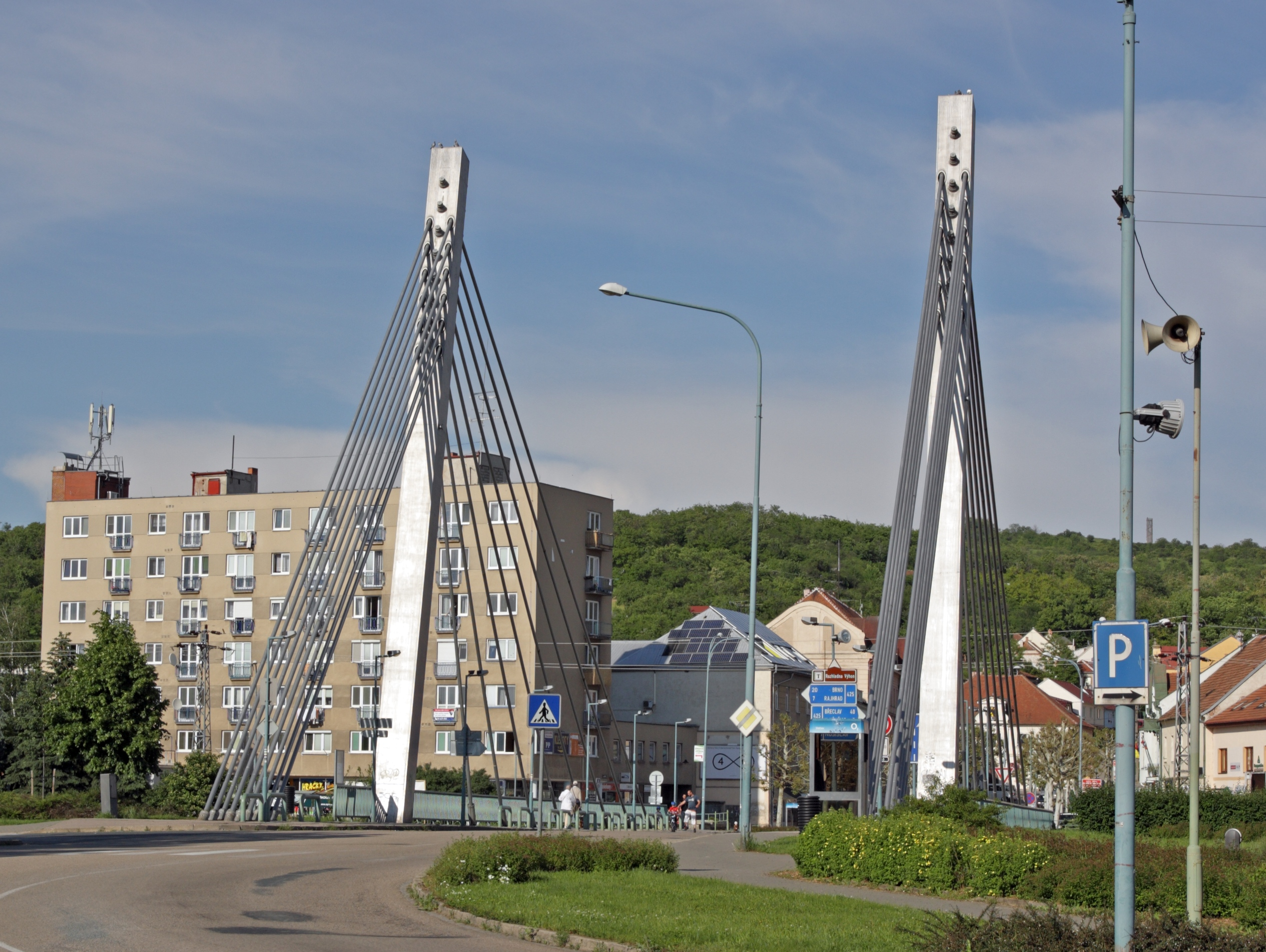
pohled z pravého břehu
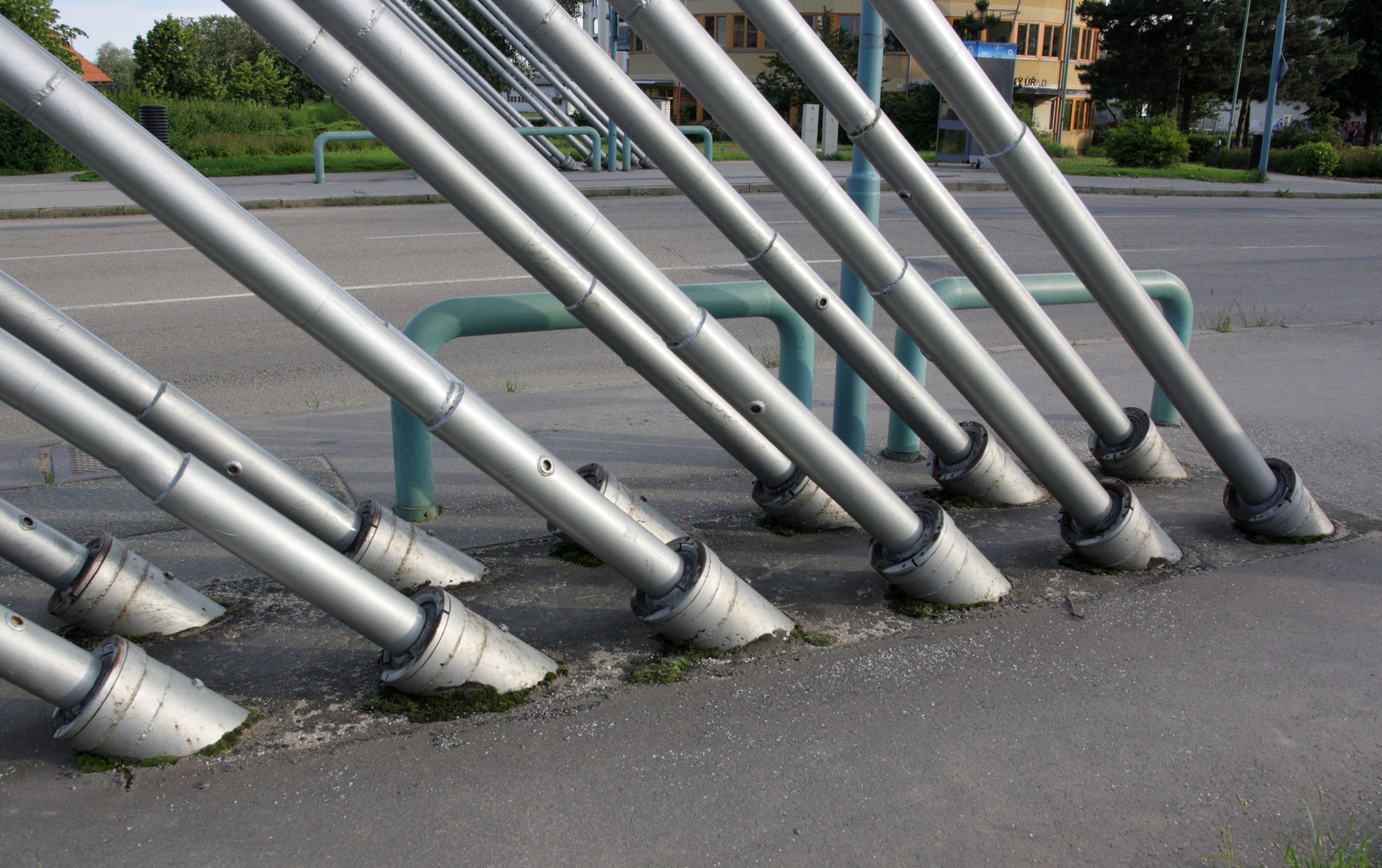
ukotvení lan na pravém břehu
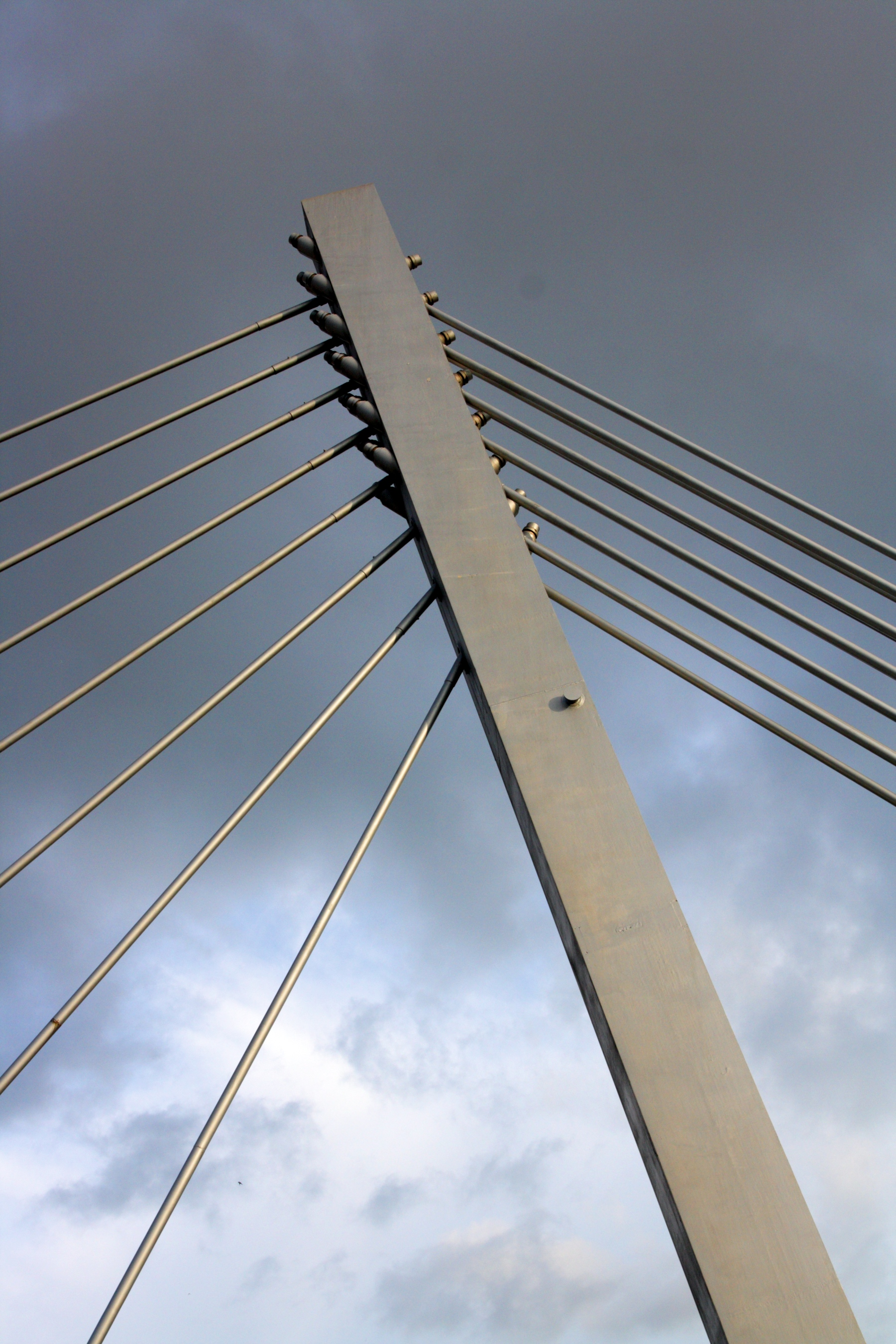
detail pylonu
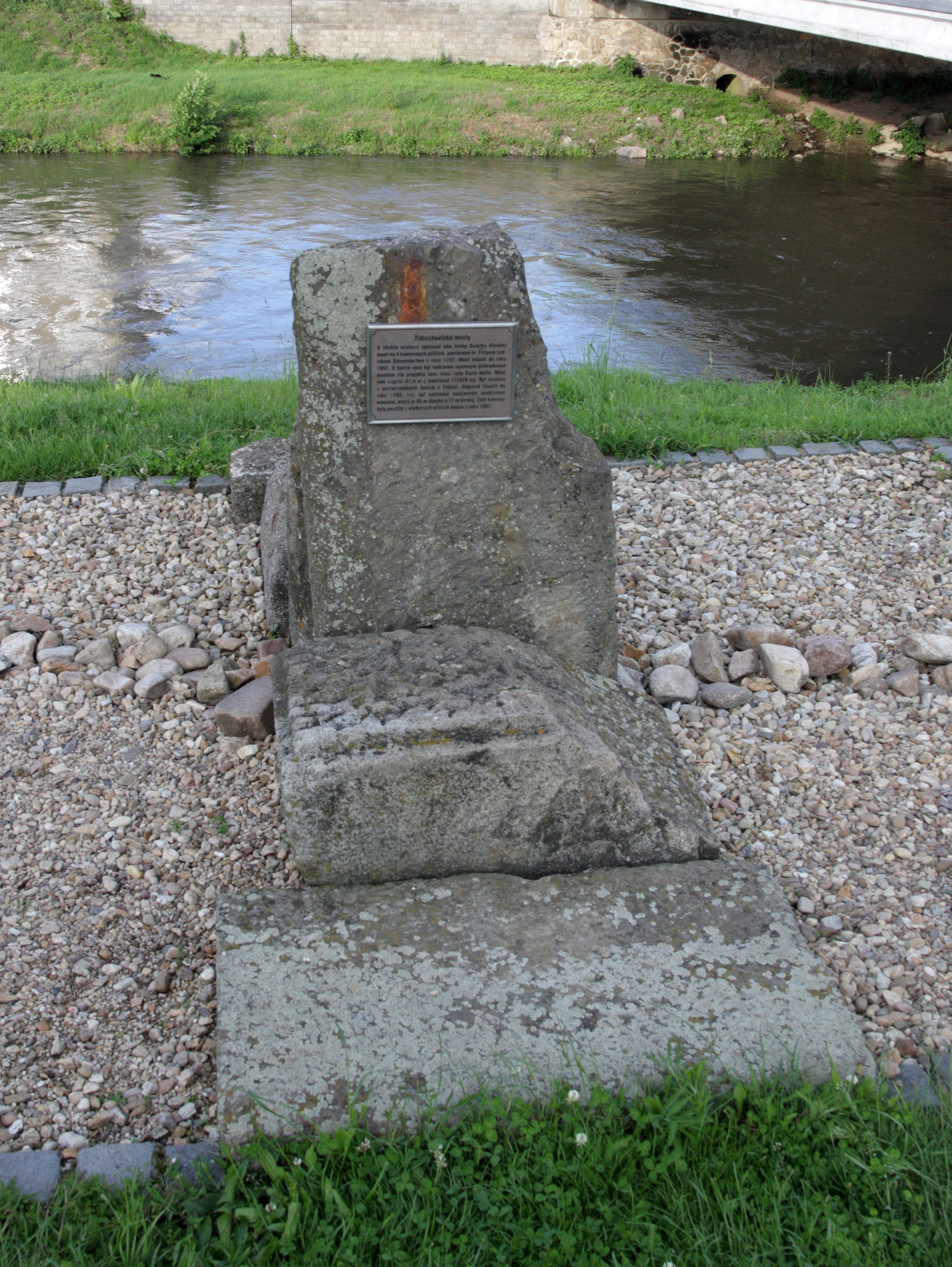
památník židlochovických mostů